# 奈良県道5号大和高田斑鳩線
奈良県道5号 大和高田斑鳩線（ならけんどう5ごう やまとたかだいかるがせん）は、奈良県大和高田市から同県生駒郡斑鳩町に至る主要地方道（奈良県道）である。

## 概要
1982年（昭和57年）4月1日に主要地方道に指定。以前の奈良県道5号は枚方大和高田線という名称で、大阪府枚方市新町1丁目（関西医大病院前交差点。当時は倉紡前交差点）～奈良県大和高田市今里（今里交差点）を結んでいたが、1981年（昭和56年）4月に斑鳩町以北が国道168号に編入されたため、主要地方道指定から8か月後に奈良県が残る区間と一般県道159号高田停車場線を合わせて新たに主要地方道「大和高田斑鳩線」として認定された。

### 路線データ
- 起点 : 奈良県大和高田市片塩町（片塩ロータリー交叉点）
- 終点 : 奈良県生駒郡斑鳩町法隆寺（法隆寺東交叉点）
- 路線延長 : 11.5 km

## 歴史
- 1954年（昭和29年）
  - 1月20日 - 建設省（現・国土交通省）が主要地方道枚方大和高田線を指定。
    - 大阪府枚方市新町の一級国道1号が起点で、枚方市大垣内町で主要地方道枚方水口線から分岐、北河内郡交野町を経由し、奈良県生駒郡北倭村北田原にて二級国道163号大阪四日市線と少し重複、生駒郡生駒町・平群村を経由、生駒郡斑鳩町龍田～斑鳩町法隆寺は一級国道25号と重複、生駒郡安堵村・北葛城郡河合村・箸尾町・馬見町・瀬南村を経由し、大和高田市土庫（どんご）にて二級国道165号大阪津線に重複し一級国道24号の今里交差点までだった（いずれも指定当時の名称）。

  - 11月1日 - 大阪府が主要地方道枚方大和高田線を認定。
- 1955年（昭和30年）3月1日 - 奈良県が主要地方道15号枚方大和高田線を認定。
- 1961年（昭和36年）2月1日 - 奈良県が一般県道159号高田停車場線を認定。
- 1966年（昭和41年）2月15日 - 奈良県が整理番号を5へ変更。
- 1981年（昭和56年）4月30日 - 一般国道168号の枚方市延伸に伴い主要地方道枚方大和高田線のうち枚方市東田宮～斑鳩町龍田間が一般国道168号へ昇格指定。
- 1982年（昭和57年）
  - 4月1日 - 建設省が主要府県道枚方大和高田線の一部と一般県道高田停車場線を大和高田斑鳩線として主要地方道に指定[1]。
  - 12月24日 - 奈良県が主要地方道5号枚方大和高田線と一般県道159号高田停車場線を廃止し、本路線を認定。整理番号は枚方大和高田線で使われていた5を踏襲。

## 路線状況

### 重複区間
- 奈良県道14号桜井田原本王寺線（北葛城郡広陵町寺戸 地内）

## 地理

### 通過する自治体
- 奈良県
  - 大和高田市 - 北葛城郡広陵町 - 北葛城郡河合町 - 生駒郡斑鳩町

### 交差する道路
有料道路・国道・主要地方道のみ掲載
| 交差する道路                                       | 交差する場所 | 交差する場所 | 交差する場所 | 交差する場所    | 備考 |
| -------------------------------------------------- | ------------ | ------------ | ------------ | --------------- | ---- |
| 国道166号                                          | 奈良県       | 大和高田市   | 大和高田市   | 片塩ロータリー  |      |
| 国道166号                                          | 奈良県       | 大和高田市   | 大和高田市   | 北片塩町        |      |
| 国道165号                                          | 奈良県       | 大和高田市   | 大和高田市   | 神楽            |      |
| 奈良県道14号桜井田原本王寺線                       | 奈良県       | 北葛城郡     | 広陵町       | 寺戸大橋西詰    |      |
| 奈良県道14号桜井田原本王寺線                       | 奈良県       | 北葛城郡     | 広陵町       | 寺戸北          |      |
| 奈良県道14号桜井田原本王寺線                       | 奈良県       | 北葛城郡     | 広陵町       | 大野            |      |
| 奈良県道36号天理王寺線                             | 奈良県       | 北葛城郡     | 河合町       | 池部            |      |
| 奈良県道36号天理王寺線 奈良県道132号河合大和高田線 | 奈良県       | 北葛城郡     | 河合町       | 西穴闇          |      |
| 西名阪自動車道法隆寺IC                             | 奈良県       | 北葛城郡     | 河合町       | 法隆寺I.C出入口 |      |
| 国道25号                                           | 奈良県       | 生駒郡       | 斑鳩町       | 法隆寺東        |      |

※ 交差する場所の括弧書きは地名、それ以外は交差点名で表示
- 奈良県道105号中和幹線（北葛城郡広陵町大塚・大塚交差点）
- 奈良県道112号田原本広陵線（北葛城郡広陵町平尾・広陵町役場西交差点）

### 沿線
- 大和高田駅
- 高田警察署
- 法隆寺駅